# アカリンダニ
アカリンダニ（Acarapis woodi）は、ケダニ亜目ホコリダニ科のダニである。ミツバチの体内に寄生することで知られる。

## 形態
雌の成虫の体長は約0.143 - 0.174ミリメートル、体幅は約0.077 - 0.081ミリメートル。雄のほうが小さく、成虫の体長は約0.125 - 0.136ミリメートル、体幅は約0.060 - 0.077ミリメートルと、ダニ類のなかで最も小さい部類に入り、人間が肉眼で目視することは不可能である。
表皮は柔らかく、長い剛毛がまばらに生えている。
クモの仲間で8本の脚を持つ。Acarapis externusやAcarapis dorsalis等の種と外見が似ている。

## 生態
アカリンダニはミツバチの胸部第1気門から伸びる気管内に侵入し、繁殖する。頭部や腹部の気嚢に侵入する場合もある。寄生の対象となるミツバチは日齢9日以下の若い成蜂だけで、幼虫や成熟した成虫からの発見例は無いとされている。幼虫、成虫ともに気門壁に穿孔し、リンパ液を吸汁することで食料を得る。
多い時は気門の1箇所に70匹前後のアカリンダニが密集するため、ハチの気管は閉塞してしまう。それによって飛翔筋への酸素供給が滞り、発熱能力や飛翔能力の低下や、飛翔筋そのものがダメージを受ける場合もある。寄生されるだけで死に至ることはないが、寿命が短縮することが実験によって確かめられている。アカリンダニの寄生率が30パーセントを超えたミツバチの群れは、越冬するためのシステムが崩壊して全滅する危険性が高くなるという報告もある。
世界各国で蜂群崩壊を起こすほどの被害を招いているが、日本においてはセイヨウミツバチに対しては大きな被害がみられなかった。セイヨウミツバチはニホンミツバチに比べアカリンダニに対しての抵抗性が高く、これは前者が後者の2倍ほどの頻度でグルーミング(毛づくろい)を行っており、より付着したダニが除去できる為であると考えられている。

## 分布
1921年にイギリスで初めて発見されたアカリンダニは、その後、ヨーロッパをはじめとして世界各地に分布域を拡大している。日本でも2010年に野生のニホンミツバチからアカリンダニが発見され、2015年現在、関東、中部地方から九州へと報告地域が拡大している。

## 生活環
産卵可能な雌はミツバチの第1気門から侵入し、約1週間後に平均6個前後を産卵する。産卵期間は3 - 4日で、卵は幼虫期、若虫期を経て雄は11日後、雌は14日後に成虫となる。成虫となったアカリンダニは気管内で交尾を済ませ、体外へと移動してハチの体毛を上り、次のハチに乗り移るために待ち構えの体勢に入る。宿主のハチが別のハチと接触した際に乗り移り、次のサイクルへと入る。